# 안나 스웰

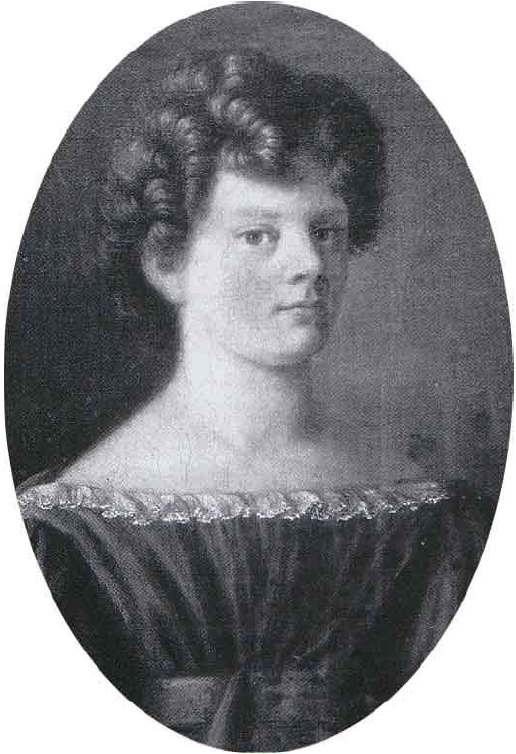

안나 스웰(영어: Anna Sewell, 1820년 3월 30일 ~ 1878년 4월 25일)은 영국의 소설가이다. 그녀는 1877년 소설 검은말 이야기의 저자로 알려져있다.

## 생애
스웰은 1820년 3월 30일에 노퍽주 그레이트야머스에서 태어났다. 그녀의 아버지는 이삭 스웰이었고, 어머니 매리 스웰은 아동문학 작가였다.

## 작품
- 《검은말 이야기》